# Olkusz (gemeente)
De gemeente Olkusz is een stad- en landgemeente in het Poolse woiwodschap Klein-Polen, in powiat Olkuski.
- De zetel van de gemeente is in Olkusz.

Op 30 juni 2004 telde de gemeente 50 366 inwoners.

## Oppervlakte gegevens
In 2002 bedroeg de totale oppervlakte van gemeente Olkusz 150,66 km², waarvan:
- miasto Olkusz: 25,6 km²
- agrarisch gebied: 44%
- bossen: 45%

De gemeente beslaat 24,21% van de totale oppervlakte van de powiat.

## Demografie
Stand op 30 juni 2004:
| Omschrijving                   | Totaal | Totaal | Vrouwen | Vrouwen | Mannen | Mannen |
| ------------------------------ | ------ | ------ | ------- | ------- | ------ | ------ |
| eenheid                        | aantal | %      | aantal  | %       | aantal | %      |
| inwoners                       | 50 366 | 100    | 25 831  | 51,3    | 24 535 | 48,7   |
| bevolkingsdichtheid (inw./km²) | 334,3  | 334,3  | 171,5   | 171,5   | 162,9  | 162,9  |

In 2002 bedroeg het gemiddelde inkomen per inwoner 1200,27 zł.

## Plaatsen
- Sołectwo:

| - Bogucin Mały - Braciejówka - Gorenice - Kogutek Kosmołowski - Kosmolów - Niesułowice - Olewin - Pazurek - Podlesie Rabsztyńskie - Osiek | - Rabsztyn - Sieniczno - Troks - Wiśliczka - Witeradów - Zawada - Zederman - Zimnodół - Żurada |

## Aangrenzende gemeenten
Bolesław, Bukowno, Jerzmanowice-Przeginia, Klucze, Krzeszowice, Sułoszowa, Trzebinia, Trzyciąż, Wolbrom